# 上米内駅
上米内駅（かみよないえき）は、岩手県盛岡市上米内中居にある、東日本旅客鉄道（JR東日本）山田線の駅である。

## 歴史

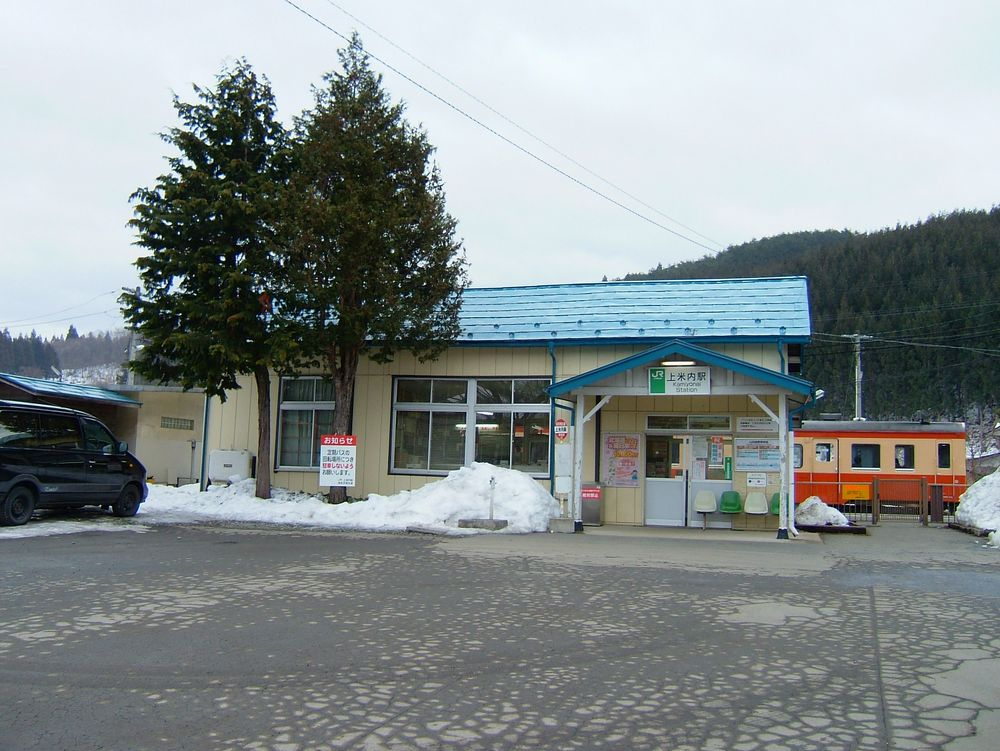
リニューアル前の駅舎（2006年2月）

- 1923年（大正12年）10月10日：開業[2]。当時は終着駅[2]。
- 1928年（昭和3年）9月25日：区界駅まで延伸[2]。途中駅となる[2]。
- 1971年（昭和46年）1月1日：貨物の取り扱いを廃止[3]。
- 1984年（昭和59年）2月1日：荷物の扱いを廃止[3]。
- 1987年（昭和62年）4月1日：国鉄分割民営化により、東日本旅客鉄道の駅となる[2]。
- 2002年（平成14年）2月：上米内駅長を廃止。盛岡駅長管理下となる。
- 2018年（平成30年）
  - 3月17日：ダイヤ改正により当駅での列車交換が午後以降も設定されたため、盛岡 - 区界間における併合閉塞の取り扱いが終了。
  - 3月25日：特殊自動閉塞化。宮古方の閉塞取扱駅が区界駅から川内駅に変更となる。
  - 4月22日：盛岡 - 宮古間のCTC化と同時に、終日無人駅となる[新聞 1][報道 1][新聞 2]。
- 2020年（令和2年）4月29日：クラウドファンディングを活用した、駅舎の外装および内装のリニューアルを実施[注 1][報道 2]。なお、リニューアルに関連するイベントは、新型コロナウイルス感染症（COVID-19）流行の影響により、一部を除いて中止[報道 3]。
- 2024年（令和6年）10月1日：えきねっとQチケのサービスを開始[1][報道 4]。

## 駅構造

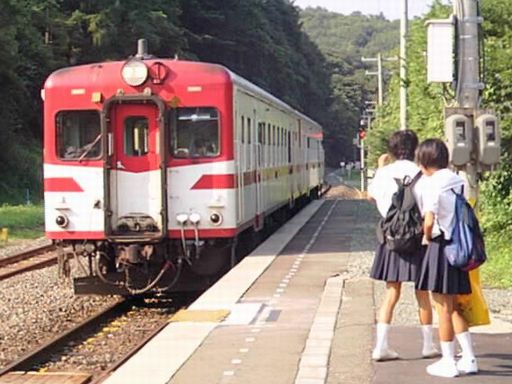
ホーム

相対式ホーム2面2線のホームを有する列車交換可能な地上駅である。互いのホームは盛岡方の構内踏切で連絡している。
盛岡統括センター（盛岡駅）管理の無人駅。最近まで連査閉塞式が採用されていたため、長年に渡り、運転業務取り扱いのため駅員が配置されていた（末期は盛岡駅所属上米内在勤）。盛岡駅 - 区界駅間において併合閉塞を行っていたため、12時から翌朝6時までは当駅の交換設備は使用停止となっていた（ただし、午後に臨時列車が運転される場合や上米内折り返し列車が運転される場合は、最終列車まで駅員が勤務した）。
木造駅舎は開業当時のものを使用しており、現在は待合室部分のみ使用されている（事務室・出札口部分は閉鎖）。有人時代末期は13時50分から翌朝6時45分まで駅舎が閉鎖されていたが、無人化後は終日開放されている。
2020年（令和2年）4月29日に、クラウドファンディングを活用したうえで、駅舎の外装および内装のリニューアルが実施された。上米内駅漆工房・待合カフェがある。

### のりば
| 番線 | 路線    | 方向 | 行先     | 備考            |
| ---- | ------- | ---- | -------- | --------------- |
| 1    | ■山田線 | 下り | 宮古方面 |                 |
| 2    | ■山田線 | 上り | 盛岡方面 | 当駅始発は1番線 |

## 利用状況
JR東日本によると、2000年度（平成12年度）- 2017年度（平成29年度）の1日平均乗車人員の推移は以下のとおりであった。
| 1日平均乗車人員推移 | 1日平均乗車人員推移 | 1日平均乗車人員推移 | 1日平均乗車人員推移 | 1日平均乗車人員推移 |
| 年度                | 定期外              | 定期                | 合計                | 出典                |
| ------------------- | ------------------- | ------------------- | ------------------- | ------------------- |
| 2000年（平成12年）  |                     |                     | 138                 | [ 利用客数 1 ]      |
| 2001年（平成13年）  |                     |                     | 131                 | [ 利用客数 2 ]      |
| 2002年（平成14年）  |                     |                     | 149                 | [ 利用客数 3 ]      |
| 2003年（平成15年）  |                     |                     | 166                 | [ 利用客数 4 ]      |
| 2004年（平成16年）  |                     |                     | 159                 | [ 利用客数 5 ]      |
| 2005年（平成17年）  |                     |                     | 130                 | [ 利用客数 6 ]      |
| 2006年（平成18年）  |                     |                     | 123                 | [ 利用客数 7 ]      |
| 2007年（平成19年）  |                     |                     | 106                 | [ 利用客数 8 ]      |
| 2008年（平成20年）  |                     |                     | 96                  | [ 利用客数 9 ]      |
| 2009年（平成21年）  |                     |                     | 85                  | [ 利用客数 10 ]     |
| 2010年（平成22年）  |                     |                     | 78                  | [ 利用客数 11 ]     |
| 2011年（平成23年）  |                     |                     | 74                  | [ 利用客数 12 ]     |
| 2012年（平成24年）  | 18                  | 48                  | 67                  | [ 利用客数 13 ]     |
| 2013年（平成25年）  | 19                  | 51                  | 71                  | [ 利用客数 14 ]     |
| 2014年（平成26年）  | 18                  | 57                  | 75                  | [ 利用客数 15 ]     |
| 2015年（平成27年）  | 17                  | 59                  | 76                  | [ 利用客数 16 ]     |
| 2016年（平成28年）  | 17                  | 56                  | 73                  | [ 利用客数 17 ]     |
| 2017年（平成29年）  | 16                  | 46                  | 62                  | [ 利用客数 18 ]     |

## 駅周辺
駅周辺は米内川の流れる谷に位置しており、周囲を丘陵地に囲まれている。この川はヤマメやイワナの住む渓流として有名で盛岡市街からも10キロメートル足らずということや、漁業権が設定されていないこともあり休日には多くの釣り客が訪れる。また、浄水場があり、盛岡市民の飲み水を提供している。
谷地に位置し水を得やすいこともあって周囲は水田が広がっているほか、北側の丘陵地帯には「桜台」という新興住宅地が広がっている。
当駅から東隣の旧大志田駅跡までは全面舗装の市道「米内川林道」が並行している（ただし、ほぼ全区間がすれ違い不可）。
- 米内川
- 米内浄水場（桜の名所）
- 高洞山（高洞中居登山口）
- 県道36号上米内湯沢線
- 桜台ニュータウン
- 盛岡米内郵便局
- 盛岡市立米内中学校

## 隣の駅
東日本旅客鉄道（JR東日本）
■山田線
□快速「リアス」
山岸駅  - 上米内駅 - 陸中川井駅
■普通
山岸駅 - 上米内駅 - *大志田駅 - *浅岸駅 - 区界駅
*:打消線は廃駅
- 2016年（平成28年）3月26日のダイヤ改正以降、隣駅となった区界駅との距離25.7キロメートル（営業キロ）が、JR東日本管内の在来線で最長の駅間距離となっている（それまでは只見線・只見駅 - 大白川駅間の20.8キロメートル〈同〉が最長であった）。

### 記事本文